# Jean Bazaine
Jean René Bazaine (Parijs, 21 december 1904 – Clamart, 4 maart 2001) was een Franse schilder, graficus en publicist. Hij was een vooraanstaand lid van de Nouvelle École de Paris.

## Leven en werk
Bazaine studeerde van 1921 tot 1925 filosofie en letterkunde aan de Sorbonne in Parijs. Daarnaast bezocht hij kort de École nationale supérieure des beaux-arts en aansluitend de Académie Julian, waar hij beeldhouwkunst studeerde. Vanaf 1924 ging hij schilderen en in 1930 kreeg hij zijn eerste tentoonstelling bij Galerie Jeanne Castel in Parijs, waar hij tot 1939 bleef exposeren. In 1932 volgde zijn eerste solo-expositie bij Galerie Van Leer, bij welke gelegenheid hij Pierre Bonnard leerde kennen, met wie hij bevriend raakte en die hem tot diens dood in 1947 bleef aanmoedigen. Vanaf 1936 verbleef Bazaine ieder jaar korte tijd aan de côte sauvage (ruige kust) van Saint-Guénolé (Penmarc'h) in de regio Bretagne om te schilderen. In 1937 ontwierp hij zijn eerste glas-in-loodvenster voor een privé kapel.
Bazaine sloot zich aan bij de in 1936 in Lyon opgerichte kunstenaarsgroepering Temoignage. Met onder anderen Alfred Manessier, Jean Le Moal, Étienne Martin en François Stahly exposeerde hij in 1938 en 1939 in Parijs. Ook nam hij met werk deel aan de Salon d'Automne van 1938. In 1939 werd Bazaine gemobiliseerd en hij werd tot 1940 aan het front ingezet in Lotharingen. Tijdens de Tweede Wereldoorlog organiseerde Bazaine met André Lejard een bij Galerie Braun georganiseerd protest tegen het beleid rond de zogenaamde Entartete Kunst met een expositie van abstracte kunstenaars Jeunes peintres de tradition Française in 1941. Hij evolueerde tussen 1942 en 1947 naar de non-figuratieve kunst. Vanaf 1942 werkte hij met andere gerenommeerde kunstenaars aan de decoratie van de Église du plateau d'Assy in Passy (Haute-Savoie). Hij kreeg aansluitend de opdracht om met Fernand Léger, die uit de Verenigde Staten was teruggekeerd, een mozaïek te vervaardigen voor de gevel van de Église du Sacre-Cœur d'Audincourt in Audincourt (1949-1951). In 1954 voltooide hij voor dezelfde kerk de glas-in-loodvensters. Bij een brand in zijn atelier in 1945 gingen vrijwel alle werken, die hij tot 1942 had gemaakt, verloren.
Bazaine vertegenwoordigde Frankrijk in 1948, 1952 en 1964 bij de Biënnale van Venetië en in 1951 en 1953 bij de Biënnale van São Paulo in de Braziliaanse stad São Paulo. Ook werd hij uitgenodigd voor deelname aan documenta I (1955), II (1959) en III (1964) in de Duitse stad Kassel. Hij bezocht van 1956 tot 1959 ieder jaar Nederland, om precies te zijn de provincie Zeeland om het licht en de ruimte aan de zeekust. In 1962 verscheen bij Edition Maeght, hij exposeerde sinds 1949 bij Galerie Maeght in Parijs, de serie aquarellen getiteld Hollande.
Van 1970 tot 1980 illustreerde Bazaine een serie boeken van Franse auteurs, zoals Raymond Queneau, Jean Tardieu en Claude Esteban.
De kunstenaar is beroemd geworden om zijn zeven glas-in-loodvensters langs de kooromgang, geïnspireerd door de zeven sacramenten, van de Église Saint-Séverin in Parijs, waaraan hij gedurende vijf jaar heeft gewerkt.

## Exposities
Internationaal werd het werk van Bazaine wereldwijd geëxposeerd, onder andere in 1946/47 in het Stedelijk Museum in Amsterdam, het Statens Museum for Kunst in Kopenhagen en de Föreningen för Nutida Konst in Stockholm. Met een overzichtstentoonstelling werd zijn werk getoond in 1958/59 in de Kunsthalle Bern in Bern, het Van Abbemuseum in Eindhoven en het Stedelijk Museum in Amsterdam. In 1963 volgden Hannover, Oslo en Zürich. Het werk van Bazaine was eveneens vertegenwoordigd bij tentoonstellingen gewijd aan de (Nouvelle) École de Paris in Noord-Amerika, Zuid-Amerika en in vele Europese landen. In 1965 kreeg hij een tentoonstelling in het Musée national d'art moderne in Parijs. In 1967 werd een verkooptentoonstelling georganiseerd in Canada van werken van Jean Bazaine en Alexander Calder ten behoeve van het Vietnamese Rode Kruis.

## Onderscheidingen
In 1964 kreeg Bazaine de Grand Prix national des Arts en in 1980 volgde zijn benoeming tot Commandeur des Arts et des Lettres.

## Werken (selectie)
- Stedelijk Museum (Amsterdam), Amsterdam: Espagne II (1954)[5]
- Museum Boijmans Van Beuningen, Rotterdam: Le grand arbre au paysage d'hiver (1948)
- Van Abbemuseum, Eindhoven: L'hiver (1951) en L'orage au jardin (1952)[6]
- Museum Ludwig, Keulen: Le plongeur (1949)
- Hamburger Kunsthalle, Hamburg: Promeneuse et nu au jardin (1945)
- Kunstsammlung Nordrhein-Westfalen, Düsseldorf: Lune et oiseau de nuit (1947 en Pierre (1955)
- Henie Onstad kunstsenter, Bærum bij Oslo: La clairière (1951), Eau de soir (1961) en Dans l'arbre ténébreux (1962)
- Musée d'Unterlinden, Colmar: Variation II (1982/83)
- Musée de Grenoble, Grenoble: Verrerie (1937)
- Centre Georges Pompidou/Musée national d'art moderne, Parijs: L'enfant de la nuit (1949), Marée basse (1955), Soir de neige (1963) en Entre la pierre et l'eau (1964)
- Fondation Maeght, Saint-Paul de Vence:  La terre et le ciel (1950)
- Collection Marguerite et Aimé Maeght: La messe de l'homme (1944), Matin à marée basse (1954), Port de pêche (1959), Entrée du port le soir (1960), Marine (1960), Saint-Guénolé (1960), Belle-Ile (1961), Eau sous bois (1968), Mêlée de l'aube (1971), Silence des hauteurs (1974), Naissance (1975), Iliade (1975), Le grand plongeur (1975), La journée grise (1979/80) en Plage (1984)